# Zaman (journal)
Pour les articles homonymes, voir Zaman (homonymie) et Zamane.
Zaman (français : Le Temps) est un quotidien national turc fondé le 3 novembre 1986 et disparu en 2016. Il appartenait au groupe Feza Gazetecilik A.Ş. et était le principal média güleniste en Turquie.

## Diffusion
C'est le premier quotidien turc en termes de diffusion payée (en septembre 2015 Zaman déclare deux fois plus de ventes que le second, Hürriyet). Des réserves ont été émises par le site d'information en ligne soL Haber sur la déclaration de tirage de Zaman. Début mai 2011 le rapport officiel de tirage indiquait une diffusion payée totale d'un peu plus d'un million d'unités, alors que la vente au guichet représentait 22 434 unités. Les 97,7% restant sont déclarés comme « vente aux abonnés », un chiffre éloigné de la réalité selon soL Haber, et qui désigne selon lui une diffusion gratuite, quotidienne, permanente, informelle et en grandes quantités notamment dans des lieux publics : commissariats, écoles, lycées, immeubles, concessionnaires automobiles…
Le tirage payé en septembre 2015 est de 632 800 unités.

## Histoire
En 2012, le Parlement européen a accueilli une exposition de photographies organisée par Zaman, à l'occasion de son 25ème anniversaire, pour célébrer la liberté de la presse. L’évènement était parrainé par le député Daniel Cohn-Bendit.
Dans un premier temps proche du Parti de la justice et du développement (AKP), des conflits ont apparu fin 2010 avec le gouvernement de Recep Tayyip Erdoğan, qui se sont notamment soldés par l’arrestation de plusieurs journalistes fin 2014.
Le 5 octobre 2015, Ekrem Dumanlı, rédacteur en chef du journal démissionne de son poste en invoquant les « pressions illégales » réalisées sur « la presse et sa propre personne » par le gouvernement. Peu après, l'éditeur de l'édition anglophone Today's Zaman, Bülent Keneş, est arrêté dû à son opposition au président Erdoğan.
Le 4 mars 2016 l'édition turque est mise sous tutelle judiciaire. Les journalistes sont remplacés et à partir du 6 mars, Zaman adopte une ligne éditoriale pro-Erdoğan. Les anciens de Zaman dénoncent une « feuille de chou pro-gouvernementale » et un « modèle de propagande » et annoncent le lancement d'un nouveau journal, Yarına bakış. À la suite de la tentative de coup d'état de juillet 2016, la justice turque émet des mandats d'arrêt contre 47 anciens employés du quotidien Zaman. Le 27 juillet, les autorités turques ferment 131 organes de presse : 45 journaux (dont Zaman et sa version anglaise Today's Zaman), 29 maisons d'édition, 23 stations de radio, 16 chaînes de télévision, 15 magazines et 3 agences de presse.

## Fondateurs
- Ali Bulaç (1951), sociologue de l'islam

## Éditions
- Today's Zaman (édition en anglais)[12]
- Zaman Belçika (Belgique)[13]
- Zaman France[14]
- Zaman Hollanda (Pays-Bas)[15]